# Quincha metálica
Quincha metálica ou tecnobarro é um sistema construtivo misto, com estrutura de aço e material de vedação em terra e palha. É uma evolução sistema de quincha (similar à taipa no Brasil), onde a estrutura de madeira é substituída pelo aço.
Sistema aplicado no Chile, o aço é incorporado ao método construtivo como elemento de resistência contra abalos sísmicos, durabilidade e liberdade construtiva. 

## Ligações Externas
- http://www.revistaca.cl/2007/04/taller-de-construccion-en-tierra/
- http://www.oikos.arq.br/noticias/cur_ter_br_quinchametal.htm